# John Gurdon
John Bertrand Gurdon (Dippenhall, 2 ottobre 1933) è un biologo britannico ed è stato il primo a dimostrare che le cellule uovo sono in grado di riprogrammare i nuclei cellulari differenziati (maturi), riportandoli ad uno stato pluripotente immaturo, nel quale riacquistano la capacità di diventare qualsiasi tipo di cellula. Il lavoro di Gurdon ha gettato le basi per importanti progressi nel campo della clonazione, inclusa la generazione di Dolly, il primo mammifero clonato con successo dai biologi Sir Ian Wilmut e Keith Campbell; ha contribuito alla ricerca sulle cellule staminali, nonché alla scoperta delle iPS (cellule staminali pluripotenti indotte) da parte del medico e ricercatore giapponese Shin'ya Yamanaka. Per le sue scoperte, Gurdon ha ricevuto il Premio Nobel 2012 per la Fisiologia o la Medicina, condiviso con Yamanaka.

## Biografia

### Le origini ed il college
John Bertrand Gurdon è nato il 2 ottobre 1933 a Dippenhall, Hampshire, in Inghilterra ed ha studiato lingua e letteratura classiche all'Eton College, una prestigiosa scuola secondaria per ragazzi, vicino a Windsor, in Inghilterra.

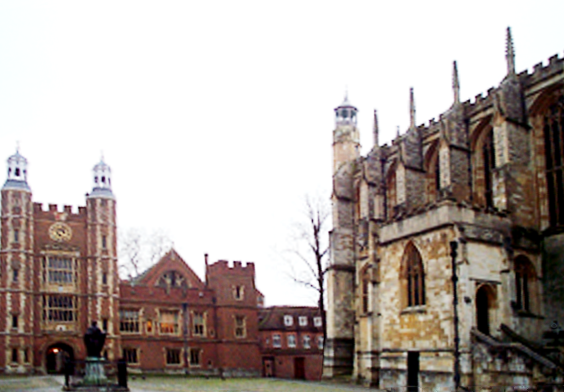
Eton college

### Gli studi universitari
Gurdon avrebbe voluto continuare i suoi studi classici a Christ Church, Oxford, ma non fu accettato; abbandonò allora lo studio dei classici per intraprendere quello di zoologia: riuscì ad entrare ad Oxford conseguendo un BS nel 1956 in scienze biologiche. Lo stesso anno iniziò i suoi studi universitari nel laboratorio dell'embriologo Michail Fischberg, con una serie di esperimenti sul trasferimento nucleare.

### Gli anni post-dottorato
Dopo aver completato un dottorato di ricerca nel 1960, Gurdon riceve una borsa di studio della durata di un anno per condurre ricerche presso il California Institute of Technology di Pasadena, dove studia la genetica dei virus che infettano i batteri (batteriofagi). Successivamente torna ad Oxford, diventa un membro della facoltà del dipartimento di zoologia e continua il suo lavoro per caratterizzare i cambiamenti nucleari che hanno luogo durante la differenziazione cellulare.
Nel 1971 Gurdon entra a far parte del Medical Research Council Laboratory of Molecular Biology (LMB) a Cambridge e pochi anni dopo diventa il capo della divisione di biologia cellulare del LMB. In questo periodo lavora per identificare le molecole negli ovociti responsabili dell'effetto di riprogrammazione nucleare e la comunità scientifica inizia a riconoscere i risultati dei suoi primi esperimenti con Xenopus.
Nel 1983 Gurdon assume una cattedra di biologia cellulare presso l'Università di Cambridge, successivamente si trasferisce al Wellcome Trust/Cancer Research Campaign Institute (in seguito Wellcome Trust/Cancer Research UK Gurdon Institute), un'istituzione con sede a Cambridge co-fondata nel 1989 ed intitolata a suo nome nel 2004. Nel 2001 lascia la direzione dell'Istituto per concentrarsi sulla ricerca a tempo pieno.

### Il Premio Nobel 2012
Nel 2012 John B. Gurdon, insieme a Shinya Yamanaka, viene insignito del Premio Nobel per la Medicina o la Fisiologia. I due scienziati, con le loro ricerche hanno dimostrato la possibilità di riprogrammare cellule adulte in cellule staminali pluripotenti, aprendo le porte ad applicazioni cliniche di enorme importanza.

### La seconda Conferenza Vaticana sulle cellule staminali
Nel 2013 il cardinale Gianfranco Ravasi, presidente del Pontificio Consiglio della cultura, promuove per la seconda volta un tema scientifico molto complesso: le cellule staminali adulte. Al centro di questa Seconda Conferenza internazionale - dopo quella del 2011 - le fondazioni NeoStem, Stem for Life Foundation & Stoq International. Tema dell’evento, presentato nella sala stampa della Santa Sede, "Medicina rigenerativa: cambiamento fondamentale nella scienza e nella cultura”. In questa sede, John Gurdon viene invitato a partecipare alla conferenza in qualità di keynote speaker, poiché insignito del Premio Nobel 2012.

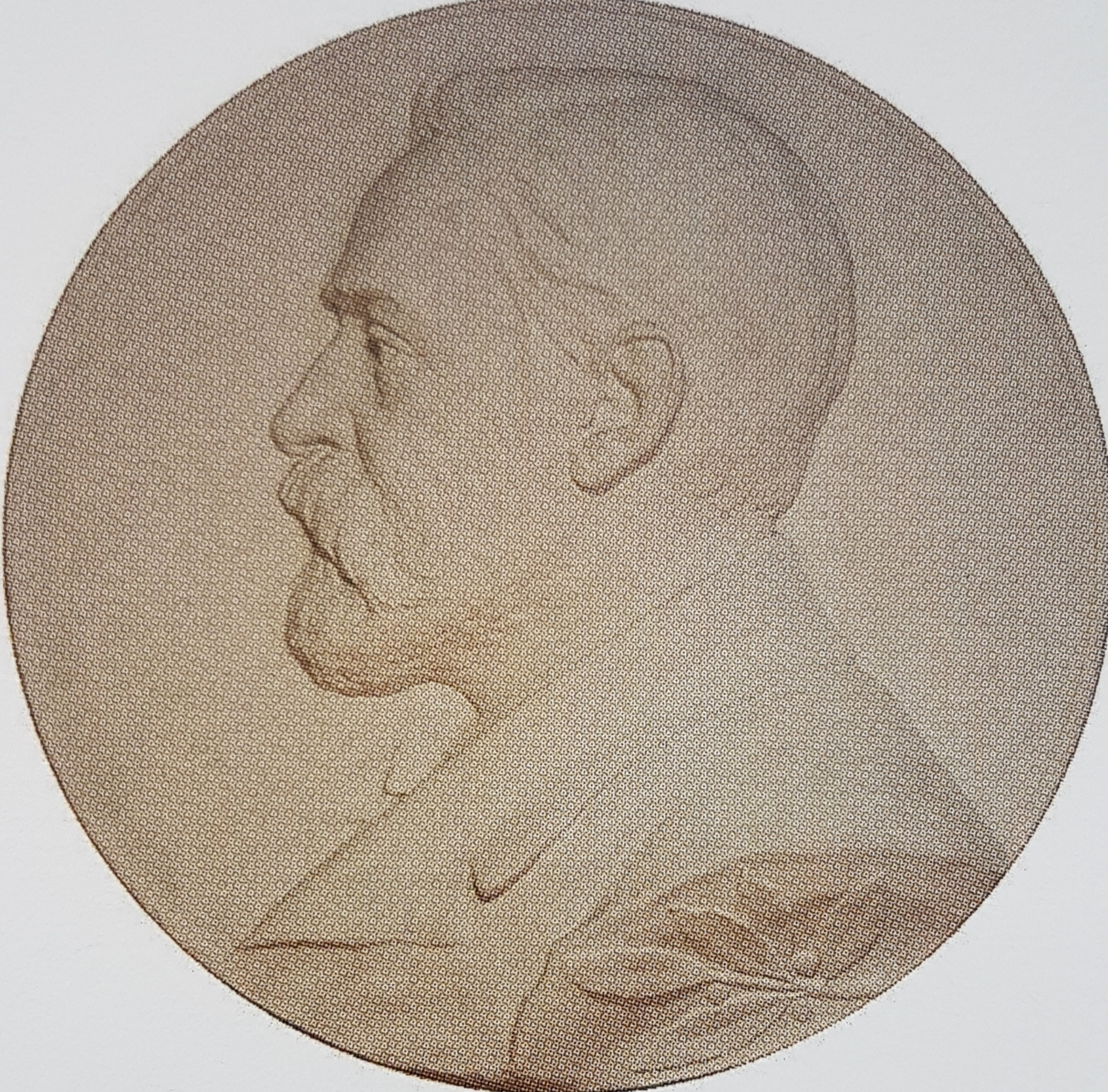
Premio Nobel

## Il contributo scientifico di John Gurdon

### Il trasferimento cellulare prima di Gurdon
Un esperimento importante sul ruolo del nucleo come sede dell'informazione genetica negli eucarioti, era stato condotto nel 1930 da Joachim Hammerling che aveva utilizzato due specie diverse di Acetabularia, alga marina che si presenta con un caratteristico cappello e un gambo, nella cui parte basale si trova il nucleo cellulare. Hammerling aveva dunque asportato il cappello e parte del gambo alla A. wettsteini e parte del gambo alla A. mediterranea, per innestarlo sul moncone della wettsteini. Il risultato era stato un'alga ibrida che aveva sviluppato un cappello uguale a quello della specie che aveva fornito il gambo per l'innesto, dimostrando che proprio il nucleo alla base del gambo, conteneva l'informazione genetica per la costruzione del cappello.
Oggi sappiamo che la clonazione dei vegetali è relativamente più semplice, perché le cellule somatiche sono in grado di riprodursi dando luogo a tessuti diversi; più difficile è clonare gli animali, per i quali bisogna utilizzare embrioni, fino ad uno stadio di 8 cellule.
Basandosi dunque sull'assunto che tutte le informazioni genetiche necessarie per costruire un organismo eucariote sono situate nel nucleo delle cellule, nel 1938 l’embriologo tedesco Hans Spemann aveva proposto un esperimento di trasferimento nucleare per capire se il nucleo di una cellula differenziata fosse in grado di riprogrammare l'informazione espressa e di controllare lo sviluppo embrionale; pensò dunque di prelevare il nucleo da una cellula di un embrione in avanzata fase di sviluppo e di trasferirlo nel citoplasma di una cellula uovo enucleata. Concluse dai suoi studi che a un certo punto dello sviluppo di un embrione, si determina la specializzazione delle sue cellule.
In accordo con le scoperte di Spemann dunque, si capì che solo prima di questo momento poteva essere creato, da una singola cellula di embrione, un intero organismo.
Quattordici anni dopo, l’esperimento proposto da Spemann venne ripetuto da Robert Briggs e Thomas Joseph King sulla Rana Leopardo (Lithobates pipiens). Gli scienziati prelevarono il nucleo da una cellula embrionale di rana allo stadio di blastula e lo trasferirono in una cellula uovo enucleata. Si sapeva già che i nuclei di blastula erano totipotenti e da questo esperimento si vide che isolandoli, ognuno poteva dare origine ad un nuovo individuo; il 60% di tutti i nuclei trasferiti portarono alla nascita di girini, ma non superarono mai questo stadio, infatti prelevando nuclei ad un livello di differenziazione maggiore, si aveva una drastica diminuzione delle probabilità di successo.

### Primi esperimenti sul trasferimento nucleare
John Gurdon ritentò, a partire dal 1958, l'esperimento di Briggs e King e sostituì il nucleo di una cellula uovo della Rana Artigliata Africana (Xenopus laevis ), distrutto tramite raggi UV, con quello di una cellula adulta dell'intestino. Una volta inserito nell'ovulo, il nucleo della cellula adulta aveva ricevuto una serie di stimoli che l'avevano fatta tornare immatura e indifferenziata, quindi il suo sviluppo era ripartito seguendo una strada diversa e dall'ovulo era nato un girino. Dei 726 nuclei trasferiti, solo 10 si svilupparono fino allo stadio di girino ed utilizzando il trapianto in serie ottenne un successo del 7% e 7 di questi girini metamorfosarono in rane adulte fertili. Nel luglio del 1958 lo studio di Gurdon viene pubblicato sulla rivista scientifica “Nature”.
Il punto di partenza dello scienziato era la convinzione che, anche quando le cellule sono ormai specializzate e fanno parte di tessuti adulti, il loro Dna lascia sempre una porta aperta a nuove possibilità, ossia, è sempre in grado di dare origine a tipi di cellule molto diversi.

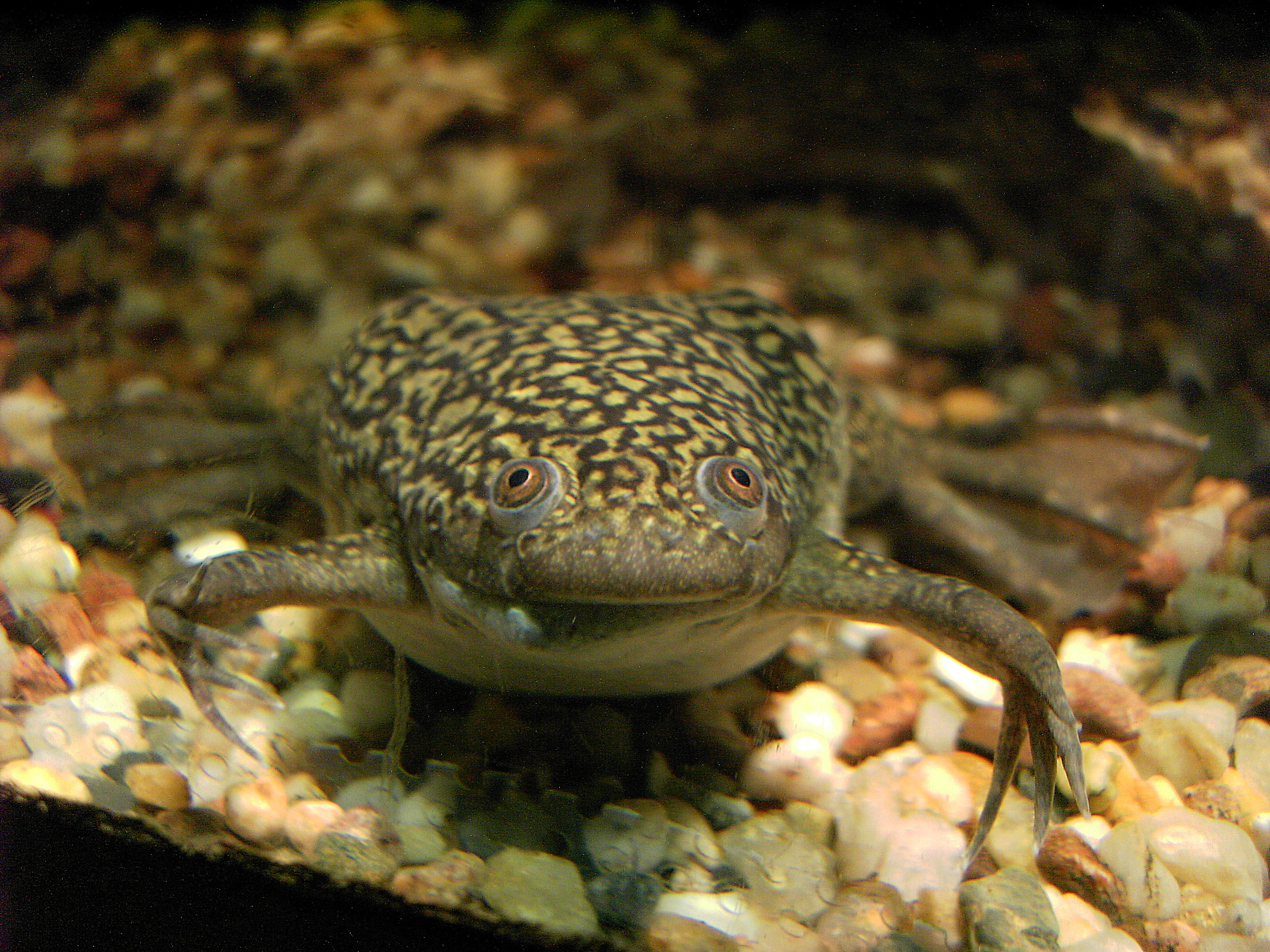
Xenopus laevis

Se l'esperimento di Gurdon aveva dimostrato questa tesi, restava da capire il meccanismo capace di far ripartire la programmazione di una cellula, dunque, la sua scoperta non poté essere completamente confermata fino a quando Shin'ya Yamanaka, quaranta anni più tardi, identificò un piccolo insieme di proteine espresse negli embrioni che inducono in maniera conclusiva il ritorno di una cellula somatica adulta a uno stato immaturo.

### Differenze tra gli esperimenti di Gurdon, King e Briggs
L'esperimento di Gurdon differisce da quello di Briggs e King perché è stato utilizzato un organismo più primitivo della Rana Leopardo. Xenopus ha infatti una capacità di rigenerazione maggiore (può rigenerare arti perduti) e lo sviluppo iniziale è tre volte più rapido di quello della rana utilizzata da Briggs e King.
L’esperimento di Gurdon fu però criticato dai due scienziati, che sostenevano che le cellule di girino potevano essere state contaminate da cellule germinali che migrano e spesso sostano attraverso l'intestino, inoltre non si poteva con certezza affermare che le cellule di un girino così giovane fossero sicuramente differenziate.
Per annullare queste critiche, Gurdon e colleghi più tardi coltivarono cellule epiteliali di una rana dai piedi palmati adulta; si riconosceva infatti che queste cellule erano differenziate, perché ognuna conteneva cheratina. Quando i nuclei di queste cellule venivano trasferiti in oociti di Xenopus enucleati ed attivati, nessuna di queste uova con nucleo trasferito andava oltre lo stadio di morula. Con trapianti in serie si generavano numerosi girini, ma questi morivano tutti prima di nutrirsi; ecco perché i risultati di Gurdon furono accolti inizialmente con scetticismo, ma restava comunque la dimostrazione che i nuclei di cellule somatiche differenziate, trasferiti nel citoplasma di una cellula uovo enucleata, sono in grado di modificare il loro programma genetico fino ad assumerne uno nuovo di tipo embrionale e quindi sono capaci di iniziare e proseguire lo sviluppo larvale.

### Pubblicazioni scientifiche più importanti
Durante tutta la sua carriera da biologo e scienziato, Gurdon ha pubblicato una serie di articoli scientifici, tra questi:
• “From nuclear transfer to nuclear reprogramming: the reversal of cell differentiation”
Questo articolo è un resoconto storico personale degli eventi che hanno portato dal primo successo nel trasferimento nucleare dei vertebrati all'attuale speranza che la riprogrammazione nucleare possa facilitare la terapia di sostituzione cellulare. Le prime prove morfologiche negli anfibi per la totalità o multipotenzialità di alcuni nuclei da cellule differenziate hanno stabilito per prime il principio della conservazione del genoma durante la differenziazione cellulare. I marcatori molecolari mostrano che molti nuclei delle cellule somatiche vengono riprogrammati secondo un modello embrionale di espressione genica subito dopo il trapianto nucleare nelle uova. Le vescicole germinali degli ovociti nella prima profase meiotica hanno un'attività di riprogrammazione diretta sui nuclei dei mammiferi e degli anfibi e offrono un percorso per identificare le molecole di riprogrammazione nucleare. Le uova e gli ovociti di anfibi hanno una capacità davvero notevole di trascrivere i geni come Dna o nuclei, di tradurre mRNA e di modificare o localizzare le proteine iniettate in essi. Lo sviluppo di embrioni da trapianto nucleare dipende dalla capacità delle cellule di interpretare piccoli cambiamenti di concentrazione dei fattori segnale, nell'effetto comunità e nei gradienti di morfogeno. Molte difficoltà in una carriera possono essere superate analizzando in modo sempre più approfondito lo stesso problema fondamentalmente interessante e importante.
• “Epigenetic memory in the context of nuclear reprogramming and cancer”
La memoria epigenetica rappresenta un meccanismo naturale mediante il quale l'identità di una cellula viene mantenuta attraverso cicli cellulari successivi, consentendo la specificazione e il mantenimento della differenziazione durante lo sviluppo e nelle cellule adulte. Il cancro è una perdita o un'inversione dello stato differenziato stabile delle cellule adulte e può essere mediato in parte da cambiamenti epigenetici. L'identità delle cellule somatiche può anche essere invertita sperimentalmente mediante riprogrammazione nucleare, tramite la quale vengono rivelati i meccanismi necessari per attivare l'espressione genica embrionale nelle cellule adulte e quindi fornire informazioni sull'inversione della memoria epigenetica.
• “Nuclear reprogramming”
Attualmente vi è un interesse particolare nel campo della riprogrammazione nucleare, un processo mediante il quale l'identità di cellule specializzate può essere modificata, tipicamente in uno stato di tipo embrionale. Le procedure di riprogrammazione forniscono informazioni su molti meccanismi della biologia cellulare fondamentale e hanno diverse applicazioni promettenti, in particolare nel settore sanitario attraverso lo sviluppo di modelli di malattie umane e terapie di sostituzione tissutale specifiche per il paziente. A questo punto dell'articolo, viene introdotto il campo della riprogrammazione nucleare e si discutono brevemente sei delle procedure mediante le quali la riprogrammazione può essere eseguita sperimentalmente: trasferimento nucleare a uova o ovociti, fusione cellulare, trattamento con estratto, riprogrammazione diretta a pluripotenza e transdifferenziazione. 
• “Cell fate determination by transcription factors”
I fattori di trascrizione svolgono un ruolo chiave nella formazione e nel mantenimento di diversi tipi di cellule durante lo sviluppo. È noto che i fattori di trascrizione si dissociano in gran parte dai cromosomi durante la mitosi. Si è scoperto, in precedenza, che la mitosi è anche un momento in cui i nuclei somatici possono essere riprogrammati molto più facilmente dopo il trasferimento nucleare rispetto ai nuclei delle cellule in interfase: ci si riferisce a questo come ad un vantaggio mitotico. Nella discussione sul tasso di scambio di un fattore di trascrizione sul suo sito di legame al DNA designato, si propone che l'ovocita Xenopus possa servire come sistema sperimentale in cui la durata dell'occupazione del sito di legame potrebbe essere utilmente analizzata. In particolare, l'ovocita Xenopus presenta numerose caratteristiche che consentono di determinare con precisione la concentrazione e la durata del legame del fattore di trascrizione. Si presuppone che la concentrazione e il tempo siano le variabili chiave che governano l'azione dei fattori di trascrizione quando attivano i geni necessari per la determinazione del lignaggio cellulare.

### L'importanza delle scoperte di Gurdon e Yamanaka
Le scoperte rivoluzionarie di Gurdon e Yamanaka hanno completamente cambiato la visione dello sviluppo e della specializzazione cellulare. Oggi sappiamo che la cellula matura non deve essere confinata per sempre al suo stato specializzato, infatti riprogrammando le cellule umane, gli scienziati hanno creato nuove opportunità per studiare le malattie e sviluppare metodi per la diagnosi e la terapia, nonché a notevoli progressi in molte aree della medicina.
Prima di Gurdon e Yamanaka si pensava che il viaggio da una cellula immatura a una cellula specializzata fosse unidirezionale, che la cellula cambiasse in modo tale che, durante la maturazione, non sarebbe più stato possibile tornare allo stadio immaturo e pluripotente.
Le cellule specializzate possono dunque riportare indietro l'orologio dello sviluppo in determinate circostanze: sebbene il loro genoma subisca modifiche durante questo sviluppo, esse non sono irreversibili.

## The Gurdon Institute: gli obiettivi
Il Gurdon Institute è un centro leader a livello mondiale per la ricerca sulla biologia dello sviluppo e sul modo in cui la normale crescita e mantenimento possono andare male in malattie come il cancro. Più di 240 scienziati lavorano nei laboratori appositamente costruiti del Gurdon Institute sotto la direzione di sedici Group Leader, su progetti che vanno dal cancro al seno allo sviluppo del cervello, dalla rigenerazione del fegato alla leucemia. Molti hanno dato contributi pionieristici ai campi della biologia cellulare di base, della riprogrammazione cellulare, dell'epigenetica e della riparazione del DNA.
La ricerca condotta ha finora portato a 12 società spin-out (tra cui KuDOS Pharmaceuticals, Abcam, CellCentric, Mission Therapeutics, Gen2 Neuro e Storm Therapeutics) e cinque farmaci candidati. Uno di questi, Olaparib (Lynparza), è stato approvato nel Regno Unito, in Europa e negli Stati Uniti per l'uso contro i tumori ovarici, ancora negli USA per il cancro al seno e si sta dimostrando promettente in studi clinici per altri siti, come il cancro alla prostata. Gli scienziati del Gurdon Institute credono di avere la responsabilità di contribuire alla società attraverso un programma di impegno pubblico. L'obiettivo dell'Instituto è ispirare la prossima generazione di scienziati, avere un impatto positivo sulla percezione pubblica della ricerca fondamentale e rendere l'impegno pubblico parte della cultura della ricerca internazionale.

## Scritti Principali
(EN) John Gurdon, From nuclear transfer to nuclear reprogramming: the reversal of cell differentiation, in Annual Review Cell Developmental Biology, vol. 22, november 2006,  pp. 1-22.
(EN) John Gurdon,Richard P.Halley-Stott, Epigenetic memory in the context of nuclear reprogramming and cancer, in Briefings in Functional Genomics, vol. 12, n. 3, may 2013,  pp. 164-173.
(EN) John Gurdon,Vincent Pasque,Richard P.Halley-Stott, 12, in Nuclear reprogramming, Development, vol. 140, june 2013,  pp. 2468-2471.
(EN) John Gurdon, Cell fate determination by transcription factors, in Current Topics Developmental Biology, vol. 116, January 2016,  pp. 445-454.

## Onorificenze
Gurdon ha ricevuto numerosi premi nel corso della sua carriera, in particolare:
- La Royal Medal della Royal Society nel 1985
- Il premio Wolf per la Medicina nel 1989
- La Medaglia Copley della Royal Society nel 2003
- L'Albert Lasker Basic Medical Research Award nel 2009 (condiviso con Yamanaka)
- Il Premio Nobel nel 2012 (condiviso con Yamanaka)[4]
- Il Golden Plate Awarde dalla American Academy of Achievement nel 2017[17]

È stato nominato inoltre membro della Royal Society (FRS) nel 1971, socio straniero della US National Academy of Sciences nel 1980 e Cavaliere nel 1995.